# Sas Bishop
Module de l'ISS
Bishop est un petit module de la Station spatiale internationale de type sas qui doit permettre le transfert de nano-satellites, d'expériences et de composants stockés à l'intérieur de la station vers l'extérieur. Ce module financé par la société NanoRacks permet de transférer des objets cinq fois plus volumineux que ce que permet le petit sas du module japonais Kibō. Il est mis en orbite fin 2020 et amarré à l'un des ports du module Tranquility.

## Contexte
Le module Bishop est développé par la société NanoRacks, qui agit dans le cadre du Space Act qui autorise la NASA à commercialiser des activités réalisées dans la Station spatiale internationale. Nanoracks a développé depuis 2009 des systèmes de déploiement de nano-satellites à partir de la station spatiale et dispose d'une petite plateforme NREP, support d'expériences scientifiques, qui est elle-même montée sur la palette ELM-ES fixée à l'extérieur du module japonais Kibō. Le déploiement d'expériences et de très petits satellites depuis l'intérieur de la station spatiale se fait en 2018 par le petit sas de Kibo, mais son volume est limité, le nombre d'utilisations est restreint (environ 10 par an) et il y a des restrictions concernant ceux qui l'ouvrent. Ce nouveau sas, dont il est prévu 4 à 8 utilisations par an, offrira un volume quadruplé.

## Caractéristiques techniques
Le module Bishop se présente comme un demi-cylindre ouvert de 2,11 m. de diamètre pour 1,78 m. de long avec un volume intérieur de 3,99 m3. Au repos, il est amarré à un des ports de type CBM du module Tranquility. Il permet le déploiement de charge utile ayant un volume maximal de 1,12 x 1,12 x 1,27 mètre et d'une masse de 322 kg. Le module permet d'accrocher de manière permanente 6 charges utiles dont les dimensions maximales seraient de 0,6 x 0,6 x 0,7 m. et la masse de 227 kg.

## Installation
Le module Bishop décolle le 6 décembre 2020 à bord du cargo SpaceX Crew Dragon Cargo lancé par une fusée Falcon 9. Il rejoint la Station spatiale internationale le 7 décembre 2020 dans le cadre de la mission CRS-21. Le module est amarré le 19 décembre 2020 à un des ports CBM du module Tranquillity. 

## Mise en œuvre
Les charges utiles à envoyer à l'extérieur sont fixées sur la paroi interne à l'extrémité du module. L'écoutille est refermée puis les verrous solidarisant le module sont relâchés. Un opérateur dans la station utilise un des bras robotisés pour saisir le module en agrippant le système de prise PVGF (présent à deux exemplaires sur le module). Le module est écarté de la station spatiale ce qui expose les charges utiles à l'espace et permet d'accéder à celles-ci à l'aide d'un bras robotique pour soit les déposer sur une plateforme externe de la station, soit pour les placer en orbite.

### Document de référence
- Plaquette de la société NanoRacks présentant notamment le module